# 澤口俊之
澤口 俊之（さわぐち としゆき、1959年2月23日 - ）は、日本の神経科学者、認知神経科学者、実験心理学者。理学博士（京都大学）。武蔵野学院大学国際コミュニケーション学部教授。血液型O型。既婚。

## 人物
高次脳機能、特に前頭前野の研究を専門とする日本の認知神経科学者。脳機能局在論の立場から脳構造の最小単位を複数の神経細胞の集まったコラムとし、コラムや複数のコラムが集まったモジュールおよび複数のモジュールが集まったフレームといった概念で脳内構造が能力因子と対応すると説明した多重フレームモデルを提唱している。また前頭前野におけるワーキングメモリ過程やそこでのモノアミン（特にドーパミンとノルアドレナリン）の役割に関する研究論文は学術雑誌Scienceに掲載され世界的に注目される。
株式会社エスエンタープライズに講師登録している。
2020年、趣味のオートバイによる事故で背中から転倒。肺挫傷のため人工呼吸器をつけるなど命の危機もあったが退院し、12月16日放送の『ホンマでっか!?TV』（フジテレビ）に8ヶ月ぶりに出演し復帰を報告した。

## 略歴
〈出典：〉
- 1977年3月 東京都立両国高等学校卒業
- 1982年3月 北海道大学理学部生物学科卒業
- 1984年3月 京都大学大学院理学研究科動物学専攻修士課程修了
- 1985年4月 日本学術振興会特別研究員（1987年まで）
- 1987年3月 京都大学大学院理学研究科動物学専攻博士課程修了、理学博士
- 1987年4月 イェール大学医学部神経生物学科博士研究員
- 1991年4月 文部教官採用、京都大学霊長類研究所助手（神経生理研究部門（1993年、行動神経研究部門行動発現分野に改組））
- 1993年1月 科学技術振興事業団さきがけ研究21研究員
- 1996年3月 北海道大学文学部人文科学科助教授（心理システム科学講座）に配置換え
- 1999年10月 北海道大学大学院医学研究科教授（脳科学専攻・神経機能学講座・機能分子学分野）に配置換え
- 2003年4月 北海道大学大学院医学研究科教授（脳科学専攻・神経機能学講座・高次脳機能学分野、2006年3月依願退職）（改組）
- 2006年4月 株式会社人間性脳科学研究所所長
- 2011年9月 武蔵野学院大学国際コミュニケーション学部教授（社会心理学）

## メディア出演
- ホンマでっか!?TV（フジテレビ） - 「脳科学評論家」の肩書きがある。
- 所さん!大変ですよ (NHK)
- 日本テレビ系『特命リサーチ200X』 謎の憑依現象を追え！にてコックリさんや暗示・催眠状態の解説についてのVTR出演。
- 『回復!スパスパ人間学』（TBS系）では脳に関するメカニズムの解説でVTR出演していた。
- 『天才をつくる!ガリレオ脳研』（テレビ朝日系）にゲストとして出演する際には、英語の原著論文をいくつも参考としている。
- 『爆笑問題の!ニッポン（秘）民俗学・霊魂と死についてマジメに語ろうスペシャル』（TBS系、2005年）

## 著書

### 単著
- 『知性の脳構造と進化 精神の生物学序説』（海鳴社、1989年）
- 『ここまでわかった脳の話』（同文書院、1993年）
- 『脳と心の進化論』（日本評論社、1996年）
- 『「私」は脳のどこにいるのか』（筑摩書房<ちくまプリマーブックス>、1997年）
- 『幼児教育と脳』文春新書、1999年）
- 『わがままな脳』（筑摩書房、2000年）
- 『ヒトは先ず「愛してる!」と叫んだ?  生命をめぐる4つのダイアローグ』（同朋舎、2001年）
- 『澤口教授の暮らしに活かせる脳科学講座』（ロングセラーズ、2001年）
- 『痛快!頭を良くする脳科学』（集英社インターナショナル、2002年）
- 『あぶない脳』ちくま新書、2004年）
- 『したたかな脳 ますます人間が面白くなる色々な脳のはなし』（日本文芸社<パンドラ新書>、2005年）
- 『HQ論:人間性の脳科学 精神の生物学本論』（海鳴社、2005年）
- 『幸せになる成功知能HQ 日本人の脳の進化の秘密』（講談社、2005年）
- 『なぜいい女はパッとしない男に惚れるのか? 誰も知らない60の脳のお話』（アスキー<アスキー新書>、2007年）
- 『脳教育2.0：子どもに最も必要な能力HQ』講談社、2008年）
- 『「学力」と「社会力」を伸ばす脳教育』（講談社+α新書、2009年）
- 『恋脳指数 知能指数(IQ)より人生を左右する恋愛脳テスト』小学館101新書　2010
- 『夢をかなえる脳 何歳からでも始められる脳力向上トレーニング』WAVE出版　2011
- 『脳をこう使えば、ボケない、太らない』小学館 2012
- 『「やる気脳」を育てる 子どもの脳がぐんぐん育つ』小学館 2012
- 『脳を鍛えれば仕事はうまくいく』宝島社 2014
- 『発達障害の改善と予防 家庭ですべきこと、してはいけないこと』小学館 2016
- 『老いは脳科学的に素晴らしい　年をとるほど実力は伸びる』幻冬舎 2021
- 『仕事力が劇的に上がる「脳の習慣」』ぱる出版 2023

### 共著
- 『平然と車内で化粧する脳』（南伸坊との共著、扶桑社、2000年）
- 『「神」に迫るサイエンス－BRAIN VALLEY研究序説－』（瀬名秀明、山元大輔、佐倉統、金沢創、山田整、志水一夫との共著、角川書店<角川文庫>　2000年）
- 『モテたい脳、モテない脳』（阿川佐和子との共著、ベストセラーズ、 2003年、 のち新潮文庫、PHP文庫）
- 『生命科学者、現代を語る 時を越えて万里同符』（ 佐倉統、田沼靖一との共著、 裳華房、2005年）
- 『正しいかみ合わせは脳と体を元気にする―あごのずれが病気の原因』（丸山剛郎との共著、ビレッジプレス、2009年）
- 『発達障害を予防する子どもの育て方 日本の伝統的な育児が発達障害を防ぐ』片岡直樹,金子保共著　メタモル出版　2010
- 『脳が若返るかみ合わせ健康法 頭痛・肩こりからうつ・美容まで』丸山剛郎共著 農山漁村文化協会 健康双書　2012

### 訳書
- ウィリアム・カルヴィン『知性はいつ生まれたか』（草思社、1997年）